# Чемпионат Европы по дзюдо 1962
Чемпионат Европы по дзюдо 1962 года прошёл 12 мая в Эссене (ФРГ). В качестве места проведения рассматривался также Дортмунд и Кёльн, но впоследствии выбор остановился на Эссене. Это был 11-й чемпионат Европы по дзюдо и первый чемпионат с участием советских спортсменов. Этот чемпионат был разбит на соревнования среди любителей и среди профессионалов (тогда это называлось «открытой категорией»), где выступали инструктора и преподаватели дзюдо, — предполагалось, что их уровень опыта не подпадает под определение «любителей» по олимпийским стандартам. Это обстоятельство в дальнейшем могло стоить Антону Гесинку права на участие в Олимпиаде-1964, так как первоначально было объявлено, что он не допускается, как «профессионал». Впоследствии запрет был снят. В то же время, участвовавшие вместе с Гесинком в чемпионате 1962 года советские дзюдоисты были беспрепятственно допущены на предстоящую Олимпиаду.

## Общий медальный зачёт
| Место | Страна         | Золото | Серебро | Бронза | Всего |
| ----- | -------------- | ------ | ------- | ------ | ----- |
| 1     | Нидерланды     | 3      | 0       | 1      | 4     |
| 2     | Франция        | 1      | 2       | 2      | 5     |
| 3     | ФРГ            | 0      | 1       | 2      | 3     |
| 4     | Великобритания | 0      | 1       | 1      | 2     |
| 5     | Бельгия        | 0      | 0       | 1      | 1     |

## Медалисты

### Любители
| Весовая категория    | Золото           | Серебро        | Бронза                          |
| -------------------- | ---------------- | -------------- | ------------------------------- |
| До 68 кг             | Андре Бурро      | Эрих Цильке    | Франтишек Куна Мишель Лестюржен |
| До 80 кг             | Лионель Гроссейн | Яп Маккай      | Альфред Каращук Отто Смират     |
| Свыше 80 кг          | Херберт Ниман    | Виллем Дадема  | Карл Ниц Адри Смитс             |
| Абсолютная категория | Анзор Кикнадзе   | Михаил Лукажев | Блюдзе Ян ван Иерланд           |

### Профессионалы
| Весовая категория    | Золото       | Серебро         | Бронза                        |
| -------------------- | ------------ | --------------- | ----------------------------- |
| До 68 кг             | Ян Снейдерс  | Роджер Форестье | Франц-Герман Фишер Курт Лайзе |
| До 80 кг             | Анри Куртин  | Герд Штамер     | Ромен Пакальер Ланге          |
| Свыше 80 кг          | Антон Гесинк | Матье Валлори   | Роузи Пьер Бруха              |
| Абсолютная категория | Антон Гесинк | Джордж Керр     | Кеннет Мейнард Андре Леклерк  |

### Даны
| Весовая категория | Золото             | Серебро         | Бронза                        |
| ----------------- | ------------------ | --------------- | ----------------------------- |
| 1-й дан           | Марсель Этьен      | Борис Мищенко   | Тамаш Давид Петер Херрман     |
| 2-й дан           | Анзор Киброцашвили | Ремо Вентурелли | Боривое Цвейич Вольфганг Элер |
| 3-й дан           | Алан Петербридж    | Ян ван Иерланд  | Мишель Франчески Джон Райан   |
| 4-й дан           | Жан-Пьер Дессайи   | Никола Темпеста | Мишель Бургуан                |